# Cecilia Fernández
Cecilia Andrea Fernández (Puerto Madryn, 25 novembre 1986) è un'ex cestista argentina con cittadinanza italiana.

## Carriera
Con l'Argentina ha disputato i Campionati americani del 2003.